# Matala
Mátala (gr. Ματαλα) – miejscowość w Grecji, znajdująca się 75 km na południowy zachód od Heraklionu, na wyspie Kreta, w administracji zdecentralizowanej Kreta, w regionie Kreta, w jednostce regionalnej Heraklion, w gminie Festos. W 2011 roku liczyła 67 mieszkańców.

## Historia
Groty na obszarze klifu Matala wokół zatoki powstały w okresie neolitu tzw. młodsza epoka kamienia. Matala była w okresie minojskim portem morskim. ok. 220 p.n.e. Matala była okupowana przez plemiona Gortynów a w okresie dominacji rzymskiej stała się rzymskim portem handlowym Gortyny. W okresie od I do II wieku n.e. groty Matali były wykorzystywane jako katakumby, gdzie chowano zmarłych. Jedna z takich grot zwana jest "Brutospeliana" ponieważ zgodnie z legendą  była często odwiedzana przez rzymskiego generała Brutusa.

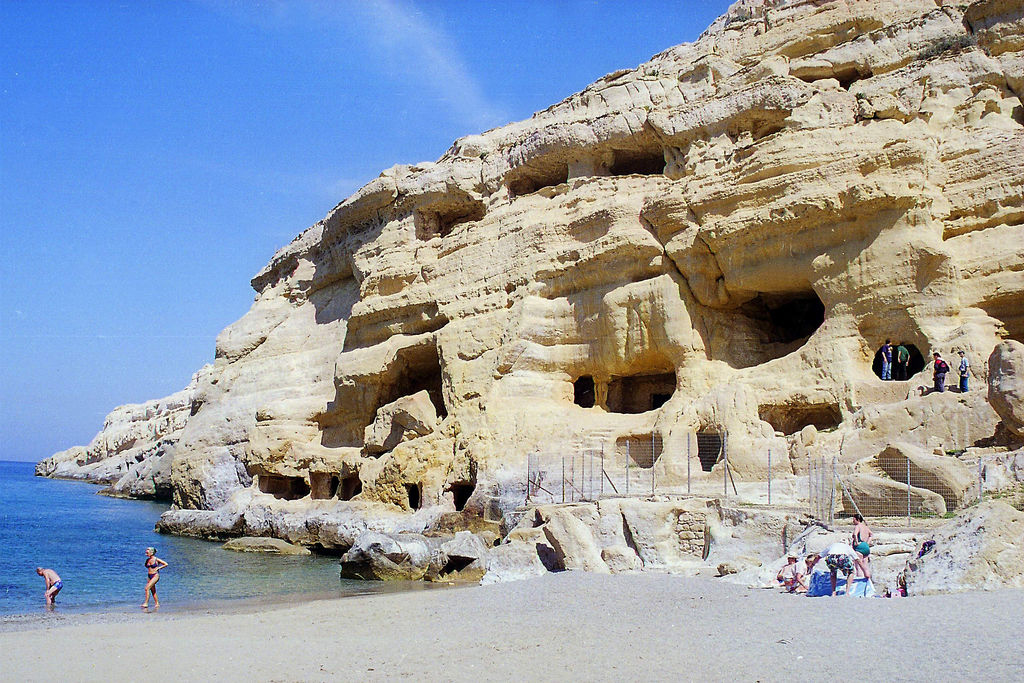
Groty i plaża Matali

Matala była rybacką wioską jeszcze do poł. XX wieku. W latach 60., groty Matali były ulubionym miejscem spotkań hippisów z całego świata. Obecnie Matala jest małą wioską żyjącą głównie z turystyki.
Kanadyjska piosenkarka Joni Mitchell pod wpływem przeżyć doznanych wśród hippisów uwieczniła Matalę w swoim songu Carey z roku 1971. Przybywali tu również Cat Stevens i Bob Dylan.

## Legendy
Legenda głosi, że na Matalę uwiódł Europę Zeus pod postacią byka.